# Lederzeele
Lederzeele, westflämisch: Lederzele, ist eine französische Gemeinde im Département Nord in der Region Hauts-de-France. Sie gehört zum Arrondissement Dunkerque und zum Kanton Wormhout. Die Bewohner nennen sich Lederzeelois. Frühere Ortsnamen waren Lidersela (1139) und Ledersela (1183).

## Geografie
Die Gemeinde Lederzeele liegt in Französisch-Flandern, acht Kilometer nördlich von Saint-Omer. Sie grenzt im Norden an Volckerinckhove, im Nordosten an Broxeele, im Südosten an Buysscheure, im Süden an Nieurlet, im Westen an Saint-Momelin und im Nordwesten an Wulverdinghe. Die ehemalige Route nationale 28 führt über Lederzeele.

## Bevölkerungsentwicklung
| Jahr                       | 1962 | 1968 | 1975 | 1982 | 1990 | 1999 | 2010 | 2020 |
| Einwohner                  | 603  | 582  | 584  | 573  | 554  | 562  | 592  | 687  |
| Quellen: Cassini und INSEE |      |      |      |      |      |      |      |      |

## Sehenswürdigkeiten

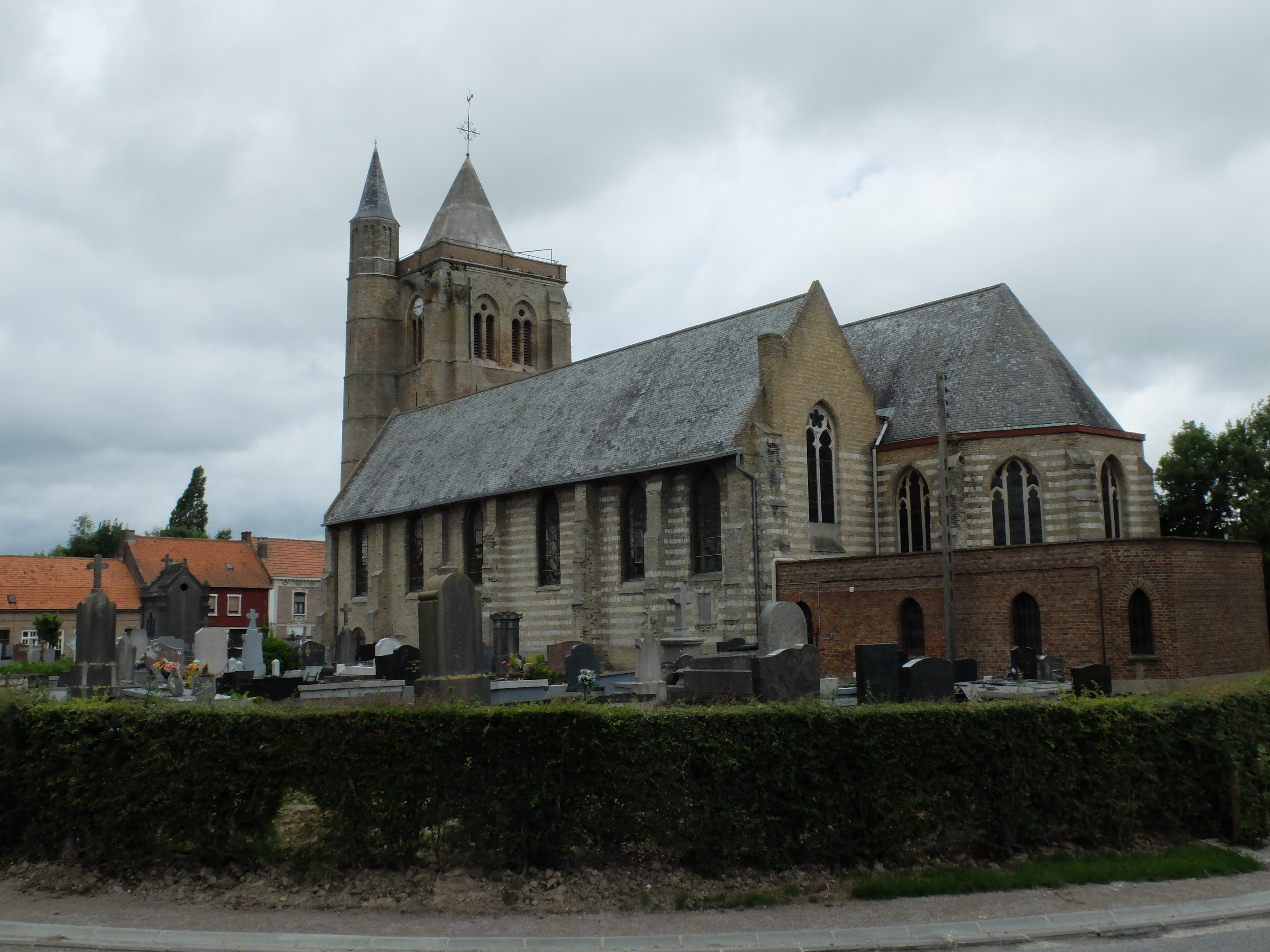
Himmelfahrtskirche
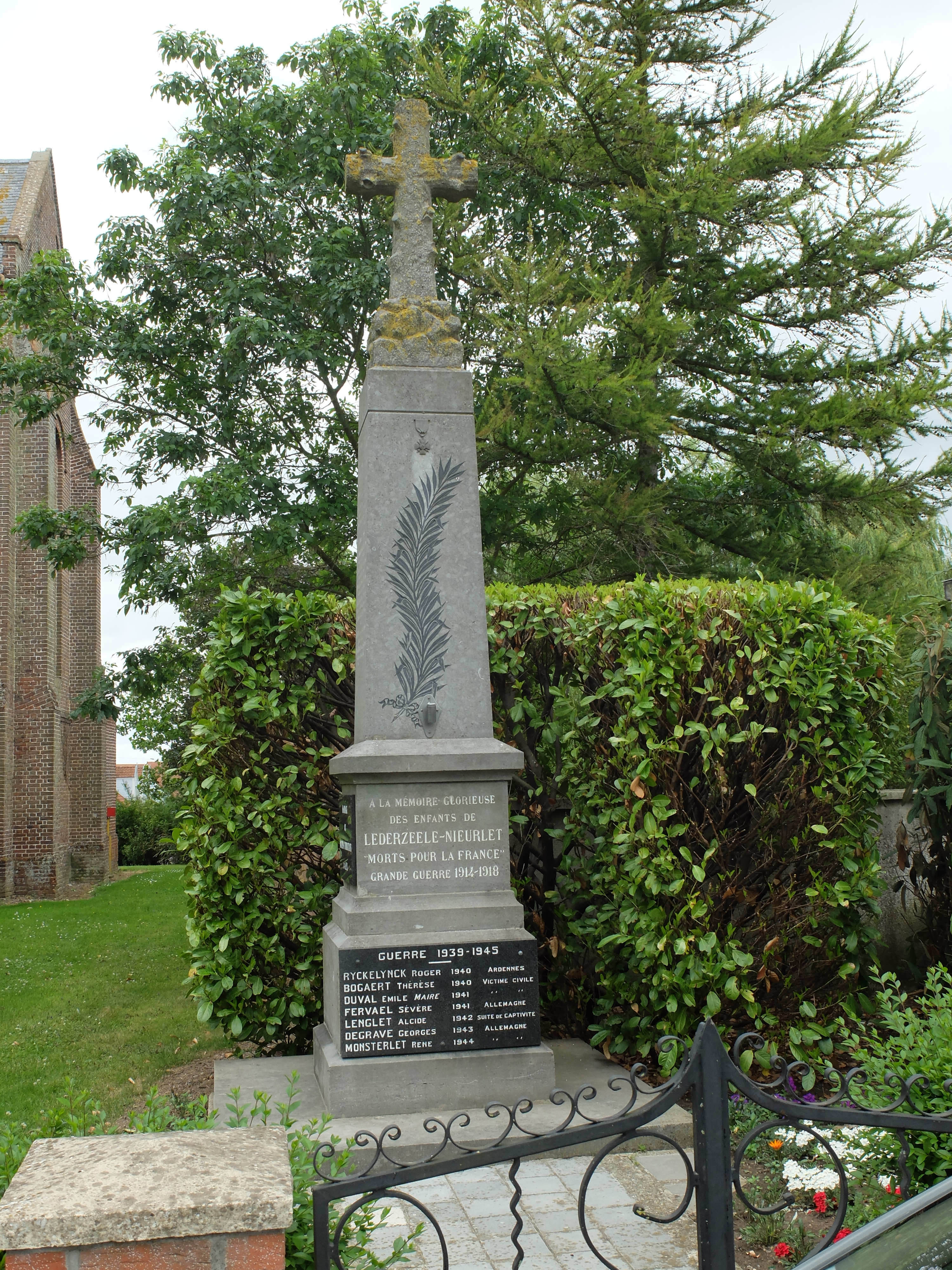
Gefallenendenkmal für Lederzeele und die Nachbargemeinde Nieurlet

- Himmelfahrtskirche
- Gefallenendenkmal für Lederzeele und die Nachbargemeinde Nieurlet